# ددی گودمن
دُدی گودمن (انگلیسی: Dody Goodman; ۲۸ اکتبر ۱۹۱۴ – ۲۲ ژوئن ۲۰۰۸) یک هنرپیشه اهل ایالات متحده آمریکا بود.
از فیلم‌ها یا برنامه‌های تلویزیونی که وی در آن نقش داشته‌است می‌توان به گریس، استراحتگاه خصوصی، شلپ شلوپ و گریس ۲ اشاره کرد.